# Camponotus politae
Camponotus politae är en myrart som först beskrevs av Wu och Wang 1994.  Camponotus politae ingår i släktet hästmyror, och familjen myror. Inga underarter finns listade.